# Värriöjoki
Värriöjoki je rijeka u općinama Savukoski i Salle u Laponiji, pritok Kemijokija. Rijeka izvire u području divljine Tuntsa u Salli i utječe u rijeku Kemijoki u mjestu Martuk Savukoski.